# チーム医療
チーム医療（チームいりょう）とは、医療環境で互いに対等に連携して治療や手当てに当たることで患者中心の医療を実現しようというものである。2010年の厚生労働省による「チーム医療の推進に関する検討会」以降、コ・メディカルの活用を促進するような仕組みも作られている。危険性の高い医薬品の説明や副作用の確認を行った際の通称ハイリスク薬加算といったものである。
従来は医師が中心となって医療業務を形成していたが、従来の医療型の欠点の克服のために、医師の下につくのではなく、それぞれの医療従事者が互いに意見交換しながら医療を行うという、最善の医療を施すための考え方である。2001年の日本がん治療学会の学術総会でチーム医療の学会が行われ、徐々にこの考え方は各分野へと浸透してきた。
近年は病院だけでなく、地域医療においてもチーム医療を実践する動きがある。

## 経緯
従来型の医療モデルの欠点として、医療従事者がすべて医師の配下に入ってしまって主体性が発揮できなかったり、内科と外科の対立などがあり結果として最善の医療が実現できなくなることがあるという点があった。この関係を水平な構造にし、外科と内科などの医局間の壁を完全に取り去り、更にはコメディカルとの壁も取り去りそれぞれの立場からの提言を互いにフィードバックしながら医療を行うというのがこの考え方である。無論、この構造の中心には患者が位置し、チームの一員として捉えられる。
日本のチーム医療を全国に広げたのは、上野直人（テキサス大学MDアンダーソンがんセンター教授、米国腫瘍内科医）と言われている。2001年の日本がん治療学会の学術総会で理想的ながんのチーム医療のシンポジウム行い。その後、多くのチーム医療のワークショップを主催していく中で浸透してきた。

## 内容
『「チーム医療」の理念と現実』や『「チーム医療」とは何か』によれば、チーム医療は4つの要素－「専門性志向」「患者志向」「職種構成志向」「協働志向」－に分けられる。

## 具体例
具体的な方策としては、
- 看護師や薬剤師が診療録とは別にまとめている看護記録、薬歴をカルテと統合するなど、情報の共有
- 臨床薬剤師、専門看護師や臨床栄養士の積極的な回診への参加など、意見交換の機会の確保
- ガイドライン、パスウェイなどを治療にかかわるすべての職種と共有しともに医学的エビデンスを吟味する。
- ペインコントロール専門の看護師や、がん専門薬剤師、緩和薬物療法認定薬剤師など、各専門家による専門性を更に高めたスペシャリストの育成。つまり医療のエキスパートになる必要があるが全体像つかめる医療従事者になる必要もある。
- 内科や外科、放射線科、麻酔科、病理診断科などで合同カンファレンスやキャンサーボードなどの合同会議を開いたり、一つの医局に外科医や内科医を集めたりし一人の患者に専門ジャンルの違う医師が合同で治療方針を立て治療にあたる
- 外科と内科の壁を完全に取り去り、一人ひとりの患者に相互の立場からより建設的な意見を出し合い、チーム医療を組む
- 精神科医・臨床心理士による他科の患者の心理的ケア

などが提案され、一部で実行されている。
- また、患者が主体的に医療に参加できるために、患者を育てることに医療従事者は努力する必要がある。患者が主体的に健康に関する情報を得て、活用することはヘルス・リテラシーと呼ばれている。

このようにチーム医療の推進には医科分野だけでなく、医学・歯学・薬学の各分野の関わりにおけるチーム医療も重要である。

ただし、問題点としては日本の現状では法的にほとんどの医療行為が医師の指示のもとでなければ行ってはいけないとされ、全体的な制度のみならず、例えば薬剤師における独占業務である調剤行為の定義があいまいである点があるなど各職種面での整備も追いついていない。また、現場でも長年の主従意識は容易に解消できるものではない。

## がん医療において
特に様々な意見の反映が求められるがん医療にはとてもチーム医療は重視されている。例として日本乳癌学会では特にチーム医療を重視しており、単なる医療環境のモデルだけでなく、学会の研究活動としてとらえられている。がんのチーム医療は他のがん腫にもひろがっており、がん対策基本法案にも推進を記載されている。

## 地域医療において
在宅医療や在宅介護の増加により以前は病院内で行われるものであったチーム医療であるが、近年では往診を行う医師や訪問服薬指導を行う地域の調剤薬局、訪問看護ステーションなどが連携を行う事で地域でも行われるように活動が始まっている。